# 华瑞香
华瑞香（学名：Daphne rosmarinifolia）为瑞香科瑞香属下的一个种。

## 扩展阅读
- 維基物種上的相關：华瑞香